# Yumaceras
Genre
Yumaceras est un genre fossile d'ongulé artiodactyle de la famille des Palaeomerycidae. Ressemblant à une antilope, il était endémique de l'Amérique du nord au Miocène, entre 13,6 et 5,33 millions d'années avant notre ère

## Taxonomie
Yumaceras a été nommé par Frick (1937). Il a été synonymisé avec Pediomeryx par Savage (1941) et Janis et Manning (1998) ; il a été reclassé comme Pediomeryx (Yumaceras) par Webb (1983) ; il a été synonymisé avec Cranioceras par Tedford et al. (1987). Il a été assigné à Pediomeryx par Webb (1983) et à la tribu des Cranioceratini par Prothero et Liter (2007),,.

## Provenance des fossiles
- Norris Canyon, Comté de Contra Costa (Californie)
- Cambridge Site, Comté de Frontier (Nebraska)
- Haile V/XIXA (en), Comté d'Alachua (Floride)